# Lusotitan
Lusotitan é um gênero de dinossauro saurópode braquiossaurídeo do Jurássico Superior que viveu em Portugal. Descoberto mais concretamente na Formação Lourinhã, originalmente foi descrita como Brachiosaurus atalaiensis por Lapparent e Zbyszewski em 1957, sendo reclassificada em 2003 por Octávio Mateus e Miguel Telles Antunes, num novo gênero. A espécie-tipo é denominada o Lusotitan atalaiensis.
Seria provavelmente o maior dinossauro, em termos de altura e peso, encontrado até agora em Portugal. O seu nome significa "Titã Lusitano" originário da Atalaia (aldeia do concelho da Lourinhã), local onde foram descobertos os seus ossos fossilizados, na década de 1940. Pensa-se que pertencia à família Brachiosauridae.
Os seus enormes ossos fósseis podem ser vistos no Museu Geológico de Lisboa.

## Descoberta

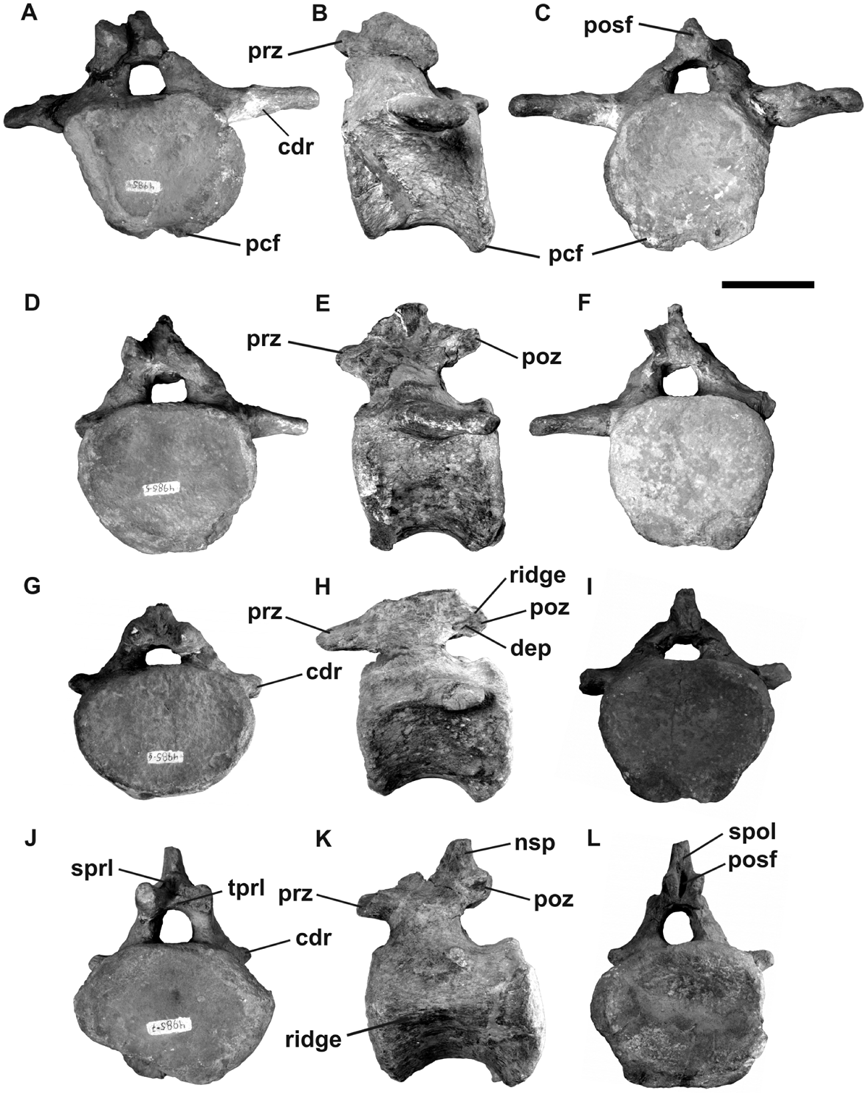
Vértebras da cauda do Lusotitan

Em 1947, Manuel de Matos, membro do Serviço Geológico de Portugal, descobriu grandes fósseis de saurópodes na Formação Lourinhã portuguesa que datam do estágio Tithoniano do período Jurássico Superior. Em 1957, Albert-Félix de Lapparent e Georges Zbyszewski nomearam os restos como uma nova espécie de Brachiosaurus: Brachiosaurus atalaiensis. O nome específico referia-se a aldeia de Atalaia, onde os restos fósseis foram encontrados. Em 2003, Octávio Mateus e Miguel Telles Antunes nomearam-no como um gênero separado: Lusotitan. A espécie-tipo é Lusotitan atalaiensis. O nome genérico é derivado de Luso, o nome latino para um habitante da Lusitânia, e da palavra grega "Titã", um gigante mitológico.
Os achados consistiram em um esqueleto parcial sem o crânio e vértebras individuais descobertas em vários locais. De Lapparent não atribuiu um holótipo. Em 2003, Mateus escolheu o esqueleto como lectótipo. Seus ossos têm os números de inventário MIGM 4798, 4801-10, 4938, 4944, 4950, 4952, 4958, 4964-6, 4981-2, 4985, 8807 e 8793-5. Esses restos incluem 28 vértebras e elementos do esqueleto apendicular.,

## Descrição

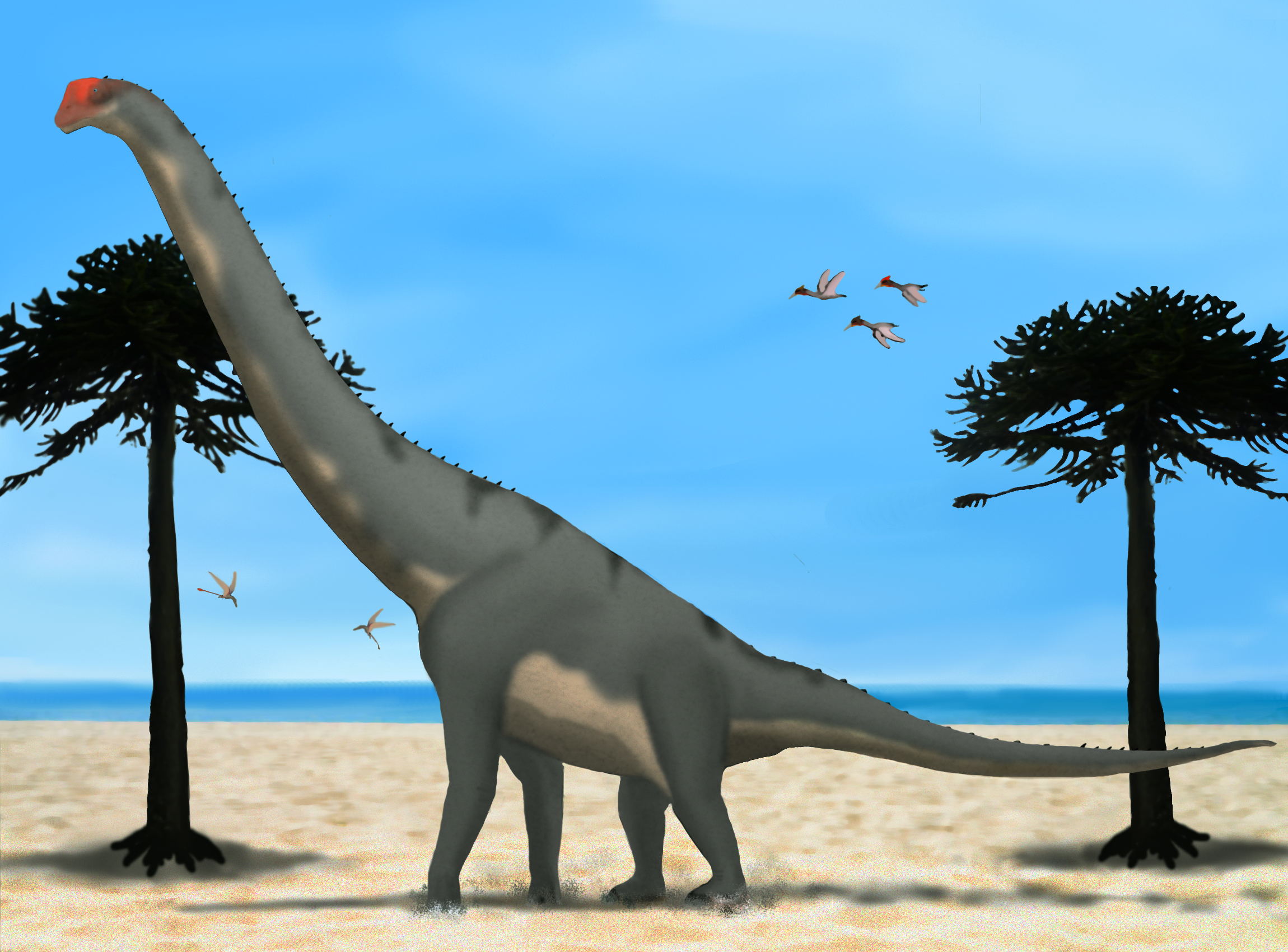
Reconstrução hipotética do Lusotitan

Lusotitan era um grande saurópode, atingindo 21 m de comprimento e 30 toneladas de massa corporal. Tinha antebraços longos com o úmero e o fêmur medindo 2,05 m e 2 m de comprimento, respectivamente.

## Classificação
O espécime holótipo foi redescrito por Mannion e colegas em 2013, que confirmaram a esta espécie como um Brachiosauridae. Posteriormente, nova informação foi incorporada por Mocho e colaboradores.
Em 2017, Mocho, Royo-Torres e Ortega sugeriram que Galvesaurus ou Galveosaurus do Jurássico Superior da Espanha poderia representar um sinônimo júnior deste táxon. No entanto, uma descrição de 2019 de novo material de Galvesaurus por Perez-Pueyo et al. identificou caracteres filogeneticamente informativos para distingui-lo de Lusotitan, que foi recuperado como seu táxon irmão.
O cladograma de Brachiosauridae abaixo é resultado da análise filogenética de Mannion et al. (2017), e mostra as relações de Lusotitan com demais gêneros de braquiossaurídeos.

|  | Giraffatitan |
|  |              |
|  | Sonorasaurus |
|  |              |

|  | Lusotitan                                                     |
|  |                                                               |
|  | \| \| Cedarosaurus \| \| \| \| \| \| Venenosaurus \| \| \| \| |
|  |                                                               |
|  | Cedarosaurus                                                  |
|  |                                                               |
|  | Venenosaurus                                                  |
|  |                                                               |

|  | Cedarosaurus |
|  |              |
|  | Venenosaurus |
|  |              |

|  | Giraffatitan |
|  |              |
|  | Sonorasaurus |
|  |              |

|  | Lusotitan                                                     |
|  |                                                               |
|  | \| \| Cedarosaurus \| \| \| \| \| \| Venenosaurus \| \| \| \| |
|  |                                                               |
|  | Cedarosaurus                                                  |
|  |                                                               |
|  | Venenosaurus                                                  |
|  |                                                               |

|  | Cedarosaurus |
|  |              |
|  | Venenosaurus |
|  |              |

|  | Giraffatitan |
|  |              |
|  | Sonorasaurus |
|  |              |

|  | Lusotitan                                                     |
|  |                                                               |
|  | \| \| Cedarosaurus \| \| \| \| \| \| Venenosaurus \| \| \| \| |
|  |                                                               |
|  | Cedarosaurus                                                  |
|  |                                                               |
|  | Venenosaurus                                                  |
|  |                                                               |

|  | Cedarosaurus |
|  |              |
|  | Venenosaurus |
|  |              |

|  | Giraffatitan |
|  |              |
|  | Sonorasaurus |
|  |              |

|  | Lusotitan                                                     |
|  |                                                               |
|  | \| \| Cedarosaurus \| \| \| \| \| \| Venenosaurus \| \| \| \| |
|  |                                                               |
|  | Cedarosaurus                                                  |
|  |                                                               |
|  | Venenosaurus                                                  |
|  |                                                               |

|  | Cedarosaurus |
|  |              |
|  | Venenosaurus |
|  |              |

|  | Giraffatitan |
|  |              |
|  | Sonorasaurus |
|  |              |

|  | Lusotitan                                                     |
|  |                                                               |
|  | \| \| Cedarosaurus \| \| \| \| \| \| Venenosaurus \| \| \| \| |
|  |                                                               |
|  | Cedarosaurus                                                  |
|  |                                                               |
|  | Venenosaurus                                                  |
|  |                                                               |

|  | Cedarosaurus |
|  |              |
|  | Venenosaurus |
|  |              |

|  | Giraffatitan |
|  |              |
|  | Sonorasaurus |
|  |              |

|  | Lusotitan                                                     |
|  |                                                               |
|  | \| \| Cedarosaurus \| \| \| \| \| \| Venenosaurus \| \| \| \| |
|  |                                                               |
|  | Cedarosaurus                                                  |
|  |                                                               |
|  | Venenosaurus                                                  |
|  |                                                               |

|  | Cedarosaurus |
|  |              |
|  | Venenosaurus |
|  |              |

|  | Giraffatitan |
|  |              |
|  | Sonorasaurus |
|  |              |

|  | Lusotitan                                                     |
|  |                                                               |
|  | \| \| Cedarosaurus \| \| \| \| \| \| Venenosaurus \| \| \| \| |
|  |                                                               |
|  | Cedarosaurus                                                  |
|  |                                                               |
|  | Venenosaurus                                                  |
|  |                                                               |

|  | Cedarosaurus |
|  |              |
|  | Venenosaurus |
|  |              |

|  | Giraffatitan |
|  |              |
|  | Sonorasaurus |
|  |              |

|  | Lusotitan                                                     |
|  |                                                               |
|  | \| \| Cedarosaurus \| \| \| \| \| \| Venenosaurus \| \| \| \| |
|  |                                                               |
|  | Cedarosaurus                                                  |
|  |                                                               |
|  | Venenosaurus                                                  |
|  |                                                               |

|  | Cedarosaurus |
|  |              |
|  | Venenosaurus |
|  |              |

|  | Giraffatitan |
|  |              |
|  | Sonorasaurus |
|  |              |

|  | Lusotitan                                                     |
|  |                                                               |
|  | \| \| Cedarosaurus \| \| \| \| \| \| Venenosaurus \| \| \| \| |
|  |                                                               |
|  | Cedarosaurus                                                  |
|  |                                                               |
|  | Venenosaurus                                                  |
|  |                                                               |

|  | Cedarosaurus |
|  |              |
|  | Venenosaurus |
|  |              |

|  | Giraffatitan |
|  |              |
|  | Sonorasaurus |
|  |              |

|  | Lusotitan                                                     |
|  |                                                               |
|  | \| \| Cedarosaurus \| \| \| \| \| \| Venenosaurus \| \| \| \| |
|  |                                                               |
|  | Cedarosaurus                                                  |
|  |                                                               |
|  | Venenosaurus                                                  |
|  |                                                               |

|  | Cedarosaurus |
|  |              |
|  | Venenosaurus |
|  |              |

|  | Giraffatitan |
|  |              |
|  | Sonorasaurus |
|  |              |

|  | Lusotitan                                                     |
|  |                                                               |
|  | \| \| Cedarosaurus \| \| \| \| \| \| Venenosaurus \| \| \| \| |
|  |                                                               |
|  | Cedarosaurus                                                  |
|  |                                                               |
|  | Venenosaurus                                                  |
|  |                                                               |

|  | Cedarosaurus |
|  |              |
|  | Venenosaurus |
|  |              |

|  | Giraffatitan |
|  |              |
|  | Sonorasaurus |
|  |              |

|  | Lusotitan                                                     |
|  |                                                               |
|  | \| \| Cedarosaurus \| \| \| \| \| \| Venenosaurus \| \| \| \| |
|  |                                                               |
|  | Cedarosaurus                                                  |
|  |                                                               |
|  | Venenosaurus                                                  |
|  |                                                               |

|  | Cedarosaurus |
|  |              |
|  | Venenosaurus |
|  |              |

|  | Giraffatitan |
|  |              |
|  | Sonorasaurus |
|  |              |

|  | Lusotitan                                                     |
|  |                                                               |
|  | \| \| Cedarosaurus \| \| \| \| \| \| Venenosaurus \| \| \| \| |
|  |                                                               |
|  | Cedarosaurus                                                  |
|  |                                                               |
|  | Venenosaurus                                                  |
|  |                                                               |

|  | Cedarosaurus |
|  |              |
|  | Venenosaurus |
|  |              |

|  | Giraffatitan |
|  |              |
|  | Sonorasaurus |
|  |              |

|  | Lusotitan                                                     |
|  |                                                               |
|  | \| \| Cedarosaurus \| \| \| \| \| \| Venenosaurus \| \| \| \| |
|  |                                                               |
|  | Cedarosaurus                                                  |
|  |                                                               |
|  | Venenosaurus                                                  |
|  |                                                               |

|  | Cedarosaurus |
|  |              |
|  | Venenosaurus |
|  |              |

|  | Giraffatitan |
|  |              |
|  | Sonorasaurus |
|  |              |

|  | Lusotitan                                                     |
|  |                                                               |
|  | \| \| Cedarosaurus \| \| \| \| \| \| Venenosaurus \| \| \| \| |
|  |                                                               |
|  | Cedarosaurus                                                  |
|  |                                                               |
|  | Venenosaurus                                                  |
|  |                                                               |

|  | Cedarosaurus |
|  |              |
|  | Venenosaurus |
|  |              |

|  | Giraffatitan |
|  |              |
|  | Sonorasaurus |
|  |              |

|  | Lusotitan                                                     |
|  |                                                               |
|  | \| \| Cedarosaurus \| \| \| \| \| \| Venenosaurus \| \| \| \| |
|  |                                                               |
|  | Cedarosaurus                                                  |
|  |                                                               |
|  | Venenosaurus                                                  |
|  |                                                               |

|  | Cedarosaurus |
|  |              |
|  | Venenosaurus |
|  |              |

## Paleoecologia
A Formação Lourinhã, no oeste de Portugal, provavelmente se formou durante o período Kimmeridgiano ou Tithoniano do Jurássico Superior. A área é uma região costeira com forte influência marinha. Sua flora e fauna são semelhantes às da Formação Morrison, nos Estados Unidos, e à Formação Tendaguru, na Tanzânia. O Lusotitan é o maior dinossauro já descoberto na região. Este viveu ao lado de espécies dos terópodes predadores Allosaurus (A. europaeus), Ceratosaurus, Lourinhanosaurus e Torvosaurus, do anquilossauro Dracopelta, dos saurópodes Bothriospondylus, Lourinhasaurus e Zby, e dos estegossauros Dacentrurus e Miragaia.